# Paucartambo
Paucartambo est une ville péruvienne de la région de Cuzco, capitale de la province et du district de Paucartambo. 

## Tourisme
Paucartambo obtient en 2023 le label Meilleurs villages touristiques de l'Organisation mondiale du tourisme.

## Festivités
Chaque 16 juillet elle est le théâtre d'une des plus importantes fêtes du Pérou, le festival de la Vierge du Carmen.